# Copmere End
Copmere End – wieś w Anglii, w hrabstwie Staffordshire. Leży 13 km na zachód od miasta Stafford i 210 km na północny zachód od Londynu.